# 1998 FIFAワールドカップ・オセアニア予選
1998 FIFAワールドカップ・オセアニア予選は、オセアニア地区の1998 FIFAワールドカップ・予選である。オセアニアサッカー連盟(OFC)に加盟する10チームが参加した。なお、優勝したオーストラリア代表は、大陸間プレーオフに出場した。

## 方式
FIFAランキング上位4か国（オーストラリア・ニュージーランド・フィジー・タヒチ）は1次予選を免除された。
1次予選は残る6か国が地域別に「メラネシア地区」と「ポリネシア地区」に分かれ、それぞれ1順の総当たり戦を行った。
1次予選 メラネシア地区
メラネシア・カップ1996年大会を兼ね、パプアニューギニア・ラエでの集中開催方式で3チームが対戦。1位のチームは2次予選に、2位のチームはプレーオフに進出。
1次予選 ポリネシア地区
トンガ・ヌクアロファでのセントラル方式で3チームが対戦。1位のチームがプレーオフに進出。
1次予選 プレーオフ
メラネシア地区からのプレーオフ進出チームと、ポリネシア地区からのプレーオフ進出チームがホーム・アンド・アウェー方式で対戦。勝者が2次予選に進出。
2次予選は、1次予選を突破した2チームと、1次予選を免除された4チームを3チームずつ2組に分け、2順の総当たり戦を実施。各組1位のチームが最終予選に進出。
最終予選は進出2チームがホーム・アンド・アウェー方式で対戦する。勝者がオセアニア代表となり、大陸間プレーオフに進出した。

## 1次予選

### メラネシア地区
| 国名               | 勝点 | 試合数 | 勝 | 分 | 敗 | 得点 | 失点 | 得失点差 |
| ------------------ | ---- | ------ | -- | -- | -- | ---- | ---- | -------- |
| パプアニューギニア | 4    | 2      | 1  | 1  | 0  | 3    | 2    | 1        |
| ソロモン諸島       | 2    | 2      | 0  | 2  | 0  | 2    | 2    | 0        |
| バヌアツ           | 1    | 2      | 0  | 1  | 1  | 2    | 3    | -1       |

パプアニューギニアが2次予選進出。ソロモン諸島はプレーオフへ。

### ポリネシア地区
| 国名       | 勝点 | 試合数 | 勝 | 分 | 敗 | 得点 | 失点 | 得失点差 |
| ---------- | ---- | ------ | -- | -- | -- | ---- | ---- | -------- |
| トンガ     | 6    | 2      | 2  | 0  | 0  | 3    | 0    | 3        |
| 西サモア   | 3    | 2      | 1  | 0  | 1  | 2    | 2    | 0        |
| クック諸島 | 0    | 2      | 0  | 0  | 2  | 1    | 4    | -3       |

トンガがプレーオフ進出。

### プレーオフ
| 第1戦ホームチーム | 合計 得点 | 第2戦ホームチーム | 第1戦 結果 | 第2戦 結果 |
| ----------------- | --------- | ----------------- | ---------- | ---------- |
| トンガ            | 0-13      | ソロモン諸島      | 0-4        | 0-9        |

ソロモン諸島が2次予選進出。

## 2次予選

### グループ1
オーストラリア・シドニーでのセントラル方式で実施。
| 国名           | 勝点 | 試合数 | 勝 | 分 | 敗 | 得点 | 失点 | 得失点差 |
| -------------- | ---- | ------ | -- | -- | -- | ---- | ---- | -------- |
| オーストラリア | 12   | 4      | 4  | 0  | 0  | 26   | 2    | 24       |
| ソロモン諸島   | 4    | 4      | 1  | 1  | 2  | 7    | 21   | -14      |
| タヒチ         | 1    | 4      | 0  | 1  | 3  | 2    | 12   | -10      |

オーストラリアが最終予選進出。

### グループ2
ホーム・アンド・アウェー方式で実施。
| 国名               | 勝点 | 試合数 | 勝 | 分 | 敗 | 得点 | 失点 | 得失点差 |
| ------------------ | ---- | ------ | -- | -- | -- | ---- | ---- | -------- |
| ニュージーランド   | 9    | 4      | 3  | 0  | 1  | 13   | 1    | 12       |
| フィジー           | 6    | 4      | 2  | 0  | 2  | 4    | 7    | -3       |
| パプアニューギニア | 3    | 4      | 1  | 0  | 3  | 2    | 11   | -9       |

ニュージーランドが最終予選進出。

## 最終予選
| 第1戦ホームチーム | 合計 得点 | 第2戦ホームチーム | 第1戦 結果 | 第2戦 結果 |
| ----------------- | --------- | ----------------- | ---------- | ---------- |
| ニュージーランド  | 0-5       | オーストラリア    | 0-3        | 0-2        |

オーストラリアがオセアニア代表となり、大陸間プレーオフに進出。